# Psychoterapia Gestalt
Psychoterapia Gestalt – stworzona przez Fritza Perlsa metoda psychoterapii czerpiąca podstawy z teorii pola Kurta Lewina (proces tworzenia postaci, likwidowanie i tworzenie kolejnej (dominująca aktualnie potrzeba), psychoanalizy oraz teorii Gestalt, od której wzięła nazwę. Ponieważ istnieją duże różnice między psychologią a psychoterapią, wprowadzone przez Perlisa, przez to psychologowie postaci wyparli się jakiegokolwiek podobieństwa między terapią a psychologią Gelstalt. Gestalt nie jest rekomendowany jako psychoterapia w przypadku jakiegokolwiek zaburzenia psychicznego przez Amerykańskie Towarzystwo Psychologiczne,  Amerykańskie Towarzystwo Psychiatryczne, National Institute for Health and Care Excellence (NICE) ze względu na brak wystarczających danych naukowych o skuteczności w leczeniu.
Terapia Gestalt zakłada, że zachowaniem człowieka zarządza proces homeostazy. Człowiek reaguje sumą utrwalonych reakcji i, aby być akceptowanym przez otoczenie, w rezultacie oddziela się od autentycznych odczuć i blokuje swój potencjał. Rezultatem alienacji - oddzielenia się od autentycznych odczuć i zmysłów - jest zablokowanie potencjału jednostki i zniekształcenie jej perspektyw. Kiedy proces samoregulacji zostaje w jakimś stopniu zaburzony, gdy organizm znajduje się w stanie braku równowagi (ja – reszta świata) przez dłuższy czas – dochodzi do choroby psychicznej. 
Żadna jednostka nie jest samowystarczalna – zachowanie jest determinowane przez właściwości stosunku jednostki i otoczenia (badanie funkcjonowania na granicy kontaktu). Dwa podstawowe sposoby funkcjonowania jednostki to kontakt i wycofanie. Są to najbardziej istotne funkcje osobowości - wchodzenie w kontakt z otoczeniem w celu zaspokojenia potrzeb (zmierzanie ku obiektom) i wycofywanie się z sytuacji spostrzeganych jako niekorzystne, zagrażające lub nie podtrzymujące zaangażowania jednostki.

## Cechy szczególne
Według Perlsa, Goodmana i Hefferline, najistotniejsze są:
- elastyczna, niedogmatyczna sytuacja terapeutyczna;
- holistyczne ujmowanie organizmu (ciało i psychika);
- skupienie się na TU i TERAZ – doświadczanie siebie i otoczenia;
- rozróżnienie uwagi (koncentracja aktywności i percepcji na doświadczeniu i działaniu) i świadomości (bardziej rozproszona, zakłada "napiętą percepcję");
- rozszerzanie świadomości, rozumianej jako zdawanie sobie sprawy z tego co się dzieje, na wszystkie sfery przeżyć, myśli, działań, ciała;
- uczenie się rozróżniania zachowań służących zaspokojeniu swoich potrzeb od tych, które temu nie służą;
- założenie, że językiem organizmu są emocje;
- integracja osobowości poprzez integrację wyalienowanych części siebie (uczuć, pragnień, sądów, fantazji);
- cel nadrzędny terapii – osiągnięcie dojrzałości, wzrost potencjału człowieka, zwiększanie jego możliwości poprzez integrację osobowości, wzmacnianie autentycznych pragnień i potrzeb;

## Techniki terapeutyczne Gestalt
Techniki terapeutyczne Gestalt są oparte na tzw. dialogu egzystencjalnym między terapeutą i pacjentem. Jego celem jest najpierw pełne zrozumienie pacjenta jako proces egzystencjalny, a następnie ostrożne uczenie go rozpoznawania własnych emocji i sposobów w jaki powstają. Terapia Gestalt daje w założeniu przede wszystkim głęboki wgląd pacjenta w samego siebie i swobodę podjęcia wynikających z tej nowej wiedzy decyzji. Dialog egzystencjalny wymaga także sporego wysiłku od samego terapeuty, którego zadaniem jest nie tylko oddziaływanie na pacjenta ale także samemu poddawanie się oddziaływaniu pola emocjonalnego pacjenta.
Terapia Gestalt może być prowadzona indywidualnie, w grupach spotkaniowych i w formie kilkudniowych warsztatów. Często te trzy typy zajęć są na rozmaite sposoby łączone i mieszane.

## Etapy terapii
Terapia Gestalt, prowadzona w schemacie grup spotkaniowych składa się zwykle z czterech etapów:
- Pierwszy to indywidualna rozmowa wstępna, której celem jest poznanie procesu egzystencjalnego pacjenta i ew. problemów, które w tym procesie występują. Rozmowa wstępna nie jest "wywiadem psychologicznym" składającym się z serii pytań i odpowiedzi lecz początkiem dialogu - czyli luźną rozmową, pozornie "o wszystkim i niczym".
- Drugi etap to terapia otwarcia, w której nie próbuje się jeszcze bezpośrednio pomagać pacjentowi, lecz tylko poprzez stałe "generowanie" pozytywnego pola emocjonalnego powoli "oswaja się" pacjenta z terapeutą. Często ten etap terapii ma charakter grupowy, choć może mieć też charakter indywidualny, zależnie od tego, co terapeuta uzgodni z pacjentem. Terapię otwarcia przeprowadza się też często w formie zajęć ruchowych, w których oprócz rozmów stosuje się też specjalne relaksacyjne ćwiczenia fizyczne takie jak joga czy wzięte z zen ćwiczenia oddechowe.
- Trzeci etap to właściwie rozwiązywanie problemów – w tym etapie pacjent, który już "otworzył się" na terapię, jest powoli wprowadzany "w głąb siebie" – tzn. poprzez cykl rozmów indywidualnych i grupowych zaczyna on rozpoznawać swoje prawdziwe emocje, które wcześniej mogły być na różne sposoby zablokowane. Terapeuta i inni pacjenci wywołują na tym etapie w pacjencie rozmaite, nie zawsze przyjemne emocje i pomagają mu je "przetrwać". Odbywa się to często nie tylko poprzez rozmowy o tych emocjach, ale też przez np. działania para-teatralne, w których pacjenci odgrywają sceny ze swojego życia starając sobie przypomnieć, co dokładnie wtedy czuli.
- Ostatni, czwarty etap, to tzw. ocena – w etapie tym pacjent poddaje się ocenie terapeuty lub grupy z postępów, jakie zrobił w ramach terapii.

W ramach jednej grupy różni pacjenci są często na różnych etapach rozwoju. Pacjenci bardziej "zaawansowani" często zaczynają odgrywać rolę pomocników terapeutów, wspierając ich w terapii pacjentów początkujących.